# Eduardo Verano de la Rosa
Eduardo Ignacio Verano De La Rosa (Barranquilla, 8 de octubre de 1950) es un político y empresario colombiano, fue gobernador del departamento del Atlántico por 2 periodos (2008-2011 y 2016-2019). Fue precandidato a la presidencia de la república de Colombia para las elecciones del año 2022. El 29 de octubre de 2023 resulta electo por tercera vez como gobernador del Atlántico apoyado por el Partido Liberal Colombiano para el periodo 2024-2027.

## Biografía
Bachiller del Colegio Biffi de Barranquilla. Estudió Administración de Empresas en la Universidad del Norte y obtuvo su título en 1973; dos años más tarde obtuvo un título de especialista en desarrollo regional urbano en la misma universidad y viajó a Estados Unidos a cursar un MBA en la Universidad de Columbia, de la cual se gradúa en 1978. Así mismo, se especializó en Derecho Constitucional en la Universidad Libre. 
A su regreso emprende una exitosa carrera como administrador, que combina con su respaldo a las campañas del Partido Liberal; ejerce como gerente de la empresa Cementos del Caribe entre 1978 y 1984, en este último año da el salto al sector público al ser nombrado gerente de la Empresa Municipal de Teléfonos de Barranquilla. Entre 1986 y 1990 ejerce como gerente de la Electrificadora del Atlántico. En diciembre de 1990, y como parte de la lista encabezada por Horacio Serpa consigue un escaño en la Asamblea Nacional Constituyente de 1991.
Tras finalizar las labores de la constituyente se vincula a través de varios cargos al gobierno nacional, así durante el mandato de César Gaviria ejerce como director de Instituto Nacional de Radio y Televisión Inravisión (1992) y de la Corporación Eléctrica de la Costa, Corelca (1992-1994). Luego de la victoria de Ernesto Samper en 1994, aspira en las elecciones de octubre de ese año como candidato a la alcaldía de Barranquilla, pero tras ser derrotado por Édgar George es nombrado como Consejero presidencial para la Costa Atlántica, hasta 1997, cuando es designado Ministro de Medio Ambiente.
En 1998 deja su cargo al terminar el mandato de Samper y a mediados de 1999 es elegido Secretario General del Partido Liberal, siendo reelecto en 2001. Durante sus cuatro años al frente de la administración del liberalismo, participa de su ingreso a la Internacional Socialista y del proceso de modernización y democratización interna que se desencadena tras la Constituyente Liberal de 2000 y que concluye con las elecciones internas de 2003, tras las cuales deja su cargo. También participó en los diálogos de paz entre el gobierno Pastrana y las FARC (1998-2002) en representación del Partido Liberal y la sociedad civil. Fue firmante de la ratificación del Acuerdo de Caquetania entre la sociedad civil y las FARC.
Participa de la consulta interna de su partido en agosto de 2003 para buscar el candidato oficial a la gobernación del Atlántico en las elecciones de octubre, pero apenas alcanza el tercer lugar, detrás de Fernando Borda Castilla, quien posteriormente resultó derrotado en las elecciones de octubre por Carlos Rodado Noriega. Tras la derrota se dedica a sus negocios particulares, hasta que en 2005 Horacio Serpa le pide gerenciar su tercera y última campaña presidencial; pero en las elecciones de mayo de 2006 Serpa culmina tercero.

## Trayectoria

### Gobernador del Atlańtico (2008-2011)
Verano decide participar en las elecciones del 28 de octubre de 2007 para la gobernación del Atlántico nuevamente; en esta ocasión no se realiza consulta interna en su partido al no haber más precandidatos, pero el director nacional César Gaviria decide aplazar la decisión de otorgarle el aval para buscar la posibilidad de alguna coalición; luego de varios semanas de indecisión le es otorgado el aval a Verano, quien aparecía liderando los sondeos de opinión frente al exsenador y candidato del Partido de la U José Name, estableciéndose una polarización de la opinión entre los dos, con perfiles completamente distintos. Luego de un persistente empate técnico con Name durante toda la campaña, la adhesión a Verano de los candidatos Jaime Amín, Marieta Morad y Alfredo Palencia le permitió repuntar significativamente al final de la contienda. El 28 de octubre resultó elegido propinándole una rotunda derrota a José Name, en una elección que llamó la atención de los medios nacionales, debido al histórico triunfo frente a una de las coaliciones de familias electorales que se creía más fuerte en todo el país.

### Gobernador del Atlántico (2016-2019)
En 2015 fue reelegido gobernador del Atlántico venciendo a sus contendores, Alfredo Varela, exconcejal del Partido Alianza Verde; Juan García, excandidato a la alcaldía de Barranquilla independiente; y Juan Acuña, médico independiente. Para esta elección tuvo como aliado al exalcalde de Barranquilla Alejandro Char del Partido Cambio Radical.

### Gobernador del Atlántico (2024-2027)
El 29 de octubre resultó elegido una vez más gobernador del Atlántico venciendo a 5 contrincantes, entre ellos, Alfredo Varela de Partido Alianza Verde tal como ocurrió en las Elecciones regionales de Colombia de 2015.

## Controversias

### Rotura delCanal del Dique
Verano fue duramente cuestionado por el manejo de la situación provocada por la ola invernal de 2010 con la rotura del Canal del Dique, la cual afectó al sur del departamento del Atlántico por las inundaciones. Entre las poblaciones sureñas devastadas por esta gran inundación estaban Campo de la Cruz, Suan, Manatí y Santa Lucía. Verano alegó que el departamento estaba "blindado" de cualquier situación de lluvias, pero la rotura demostró lo contrario.
Sin embargo un fallo del Tribunal Administrativo determinó que la gobernación de Verano no era responsable por la ruptura del Canal del Dique.

### Remodelación de laPlaza de la Paz
Verano fue duramente criticado por esta remodelación debido a que el proyecto inicial contemplaba una tala de árboles y la adjudicación de un parqueadero subterráneo sin licencia, además de otras irregularidades que fueron detectadas por la Corte Suprema de Justicia.